# النجد (تعز)
النجد هي إحدى قرى الجمهورية اليمنية. تتبع جغرافيا لمحافظة تعز وإداريًا لمديرية شرعب السلام. يبلغ تعداد سكانها 973 نسمة حسب الإحصاء الذي أجري عام 2004.